# Bleptina clavalis
Bleptina clavalis är en fjärilsart som beskrevs av Achille Guenée 1854. Bleptina clavalis ingår i släktet Bleptina och familjen nattflyn. Inga underarter finns listade i Catalogue of Life.